# Il grado zero della scrittura
Il grado zero della scrittura (titolo originale Le degré zéro de l'écriture) è un saggio del critico letterario e semiologo francese Roland Barthes, edito in originale nel 1953 e pubblicato in Italia nel 1960 dall'editore Lerici, quindi da Einaudi nel 1982. Si tratta del primo saggio di una certa lunghezza pubblicato dall'autore, e secondo quanto da lui scritto avrebbe potuto costituire l'introduzione ad un'opera più ampia sulla storia della scrittura.

## Contenuto
In questo saggio l'autore espone le caratteristiche di ciò che a suo vedere nella scrittura assume un'identità separata ed indipendente da lingua e stile, ovvero la Forma, elemento legato in maniera indissolubile alla Storia, ed in grado di dare pieno compimento alla Letteratura, per poi negli ultimi anni ritirarsi, finendo in alcuni autori per scomparire, toccando quindi il grado zero. 
Nella prima parte, dopo aver definito le proprietà della lingua, strumento puramente neutro dell'espressione, e dello stile, proprio di ogni autore come lo è il suo corpo, e quindi sostanzialmente indipendente dalla sua volontà, viene individuata la presenza di un'ulteriore entità formale, frutto dell'impegno attivo dello scrittore, identificandosi in una sua scelta etica, e finendo quindi per assumere una connotazione sociale. Anche se non necessariamente con il fine di operare fattivamente nella società, ma rappresentando comunque il frutto di una scelta almeno inizialmente personale e libera. Vengono quindi analizzate le scritture politiche, in particolare la rivoluzionaria e la marxista, e la variante intellettuale, caratterizzata da una scelta di impegno ideologico, oggettivamente limitativo. Nel caso del Romanzo, l'autore sottolinea lo stretto legame con la Storia, e come l'uso del passato remoto, con la sua capacità di portare ordine e coerenza nel racconto, ne sia l'elemento distintivo, con un suo carico di inevitabile ambiguità, comportando allo stesso tempo apparente verosimiglianza e sostanziale falsità. Un problema che condivide con un altro elemento tipicamente romanzesco, l'uso della terza persona, entrambi strumenti del legame obbligato tra scrittore e Storia. Per quanto riguarda la poesia, in epoca classica distinguibile dalla prosa esclusivamente per la presenza di elementi aggiuntivi di carattere stilistico come metro e rima, nella sua forma moderna si è andata a definire attraverso un uso della parola che diventa depositaria di nuovi significati, quando non di tutti i significati possibili, destrutturando i rapporti reciproci, e distruggendone il carattere sociale ed etico.  
La seconda parte del saggio segue l'evoluzione della forma nella Letteratura, dalla comparsa della scrittura borghese, emersa da quella preclassica in seguito alla definitiva stabilizzazione della lingua, formando un canone su cui il contenuto si è potuto mettere al servizio del pensiero della classe trionfante. Una situazione non alterata nemmeno dai moti rivoluzionari, fino al 1848, quando profondi cambiamenti economici, demografici e sociali mettono definitivamente in crisi la supremazia borghese sulla cultura, permettendo la nascita della scrittura moderna. Il primo segno di cambiamento è la nascita di una scrittura, definita dall'autore artigianale, ed il cui massimo esponente è Flaubert, che per prima individua nella condizione borghese elementi tragici, prendendo coscienza della propria condizione di arte in quanto convenzione. Una variante di questa scrittura è quella che con Maupassant, Zola e Daudet, cercando il realismo ha prodotto il risultato paradossale di una artificiosità estrema, adatta però ai gusti della piccola borghesia. Un successo sfruttato dagli scrittori comunisti, che ne hanno ripreso le convenzioni, manifestando così l'incapacità di tentare nuove strade, mantenendo un carattere borghese che invece il mondo borghese aveva già rigettato. Cercando in alcuni casi di eliminare ogni ordine costituito, come l'ultimo Rimbaud, e trovando così il silenzio ed il desiderio di autodistruzione della scrittura di Mallarmé. O in alternativa, affidandosi ad una scrittura totalmente neutra, in quanto esente da condizionamenti di ogni ordine, e quindi definibile di grado zero, il cui capostipite può essere individuato ne Lo straniero di Camus. In cui, avendo sostanzialmente eliminato la forma, si perde il legame con la Storia, e quindi con la Letteratura, rischiando però di cadere nell'infida trappola della maniera. Successivamente viene analizzata la rappresentazione della parola nella Letteratura, dai primi accenni di linguaggio sociale apparsi nella letteratura borghese, alla caratterizzazione dei personaggi attraverso il loro parlato in Proust, fino all'immersione nella condizione sociale che si osserva in Céline. Od in Queneau, che porta all'estremo l'invasione del linguaggio nella scrittura, permettendo alla Forma di riapparire nella sua qualità di impegno dello scrittore, riproponendone un certo grado di responsabilità sociale. Nelle ultime considerazioni, la riflessione si sposta sulla condizione attuale della scrittura, che alla luce di quanto analizzato impone ad ogni autore la propria ingombrante presenza, obbligando ad una scelta tra una forma vetusta e rituale o l'uso di una lingua fresca ma svuotata di vitalità, rendendo così impossibile la creazione di un capolavoro moderno. Una situazione che potrebbe essere sbloccata solo dall'avvento di una nuova Utopia, la nascita di un linguaggio universale per un mondo socialmente uniformato, di cui la crisi della Letteratura potrebbe essere il segnale premonitore.